# Luigi de Campi
Luigi de Campi (9. ledna 1846 Cles – 9. prosince 1917 Lausanne) byl rakouský politik italské národnosti z Tyrolska (respektive z Jižního Tyrolska), na konci 19. století poslanec Říšské rady.

## Biografie
Působil jako soukromník v Clesu. Byl politicky aktivní. Orientován byl jako liberál. Zasedal na Tyrolském zemském sněmu, kde byl poslancem za velkostatkářskou kurii v letech 1889–1891 a 1900–1901. Působil i jako starosta města Cles.
Byl i poslancem Říšské rady (celostátního parlamentu Předlitavska), kam usedl ve volbách roku 1891 za kurii velkostatkářskou v Tyrolsku, II. voličský sbor. Mandát zde obhájil ve volbách roku 1897. Ve volebním období 1891–1897 se uvádí jako šlechtic Alois von Campi, statkář, bytem Cles.
V roce 1891 je řazen mezi národní italské kandidáty. Podle údajů z prosince 1893 byl na Říšské radě nezařazeným poslancem. Po volbách roku 1897 je uváděn jako italský liberální kandidát.